# Schwarzer Diamant (Film)
Diamant noir ist ein französisch-belgisches Filmdrama von Arthur Harari aus dem Jahr 2016.

## Handlung
Pier arbeitet in Paris als Bauarbeiter und führt zudem für Hehler Rachid kleinere Einbrüche durch. Eines Tages erfährt er, dass sein Vater Victor, den er zuletzt im Alter von 15 Jahren gesehen hat, verstorben ist. Victor war schwer krank und verstarb nun verarmt an Nierenversagen. Pier ist verbittert, sieht er den Grund für Victors Schicksal doch in der Familie seines Onkels Joseph: Beide Brüder gehörten zur Diamantenhändlerdynastie Ulmann, die hauptsächlich vom Vermächtnis des jüdischen Großvaters Isaac zehrt. Victor war ein begeisterter Diamantschleifer, bis er sich im Jugendalter bei einem Unfall die Hand abtrennte. Joseph stand regungslos dabei. Der Verdacht, er habe den Unfall mitverursacht und die Familie dazu gebracht, ihn auch später nie zu unterstützen, sorgt in Pier für den Wunsch nach Rache. Rachid legt ihm nahe, sich einen Plan zu überlegen, da Blutrache keine Lösung sei.
Piers Cousin Gabriel, genannt Gabi, lädt Pier nach Antwerpen ein, da er ihn in der Zentrale der Ulmann’schen Firma Renovierungsarbeiten durchführen lassen will. Pier akzeptiert den Auftrag und nimmt parallel zu den Bauarbeiten heimlich Kontakt zu Rick De Vries auf, der für Joseph in seiner Werkstatt Diamanten schleift. Er gibt vor, sich für das Diamantschleifen zu interessieren, und Rick gibt ihm eine kleine Einführung. Zwischen Joseph und seinem Sohn Gabi kommt es unterdessen immer häufiger zum Streit über die zukünftige Ausrichtung des kleinen Familienunternehmens. Joseph möchte an seinem Kurs festhalten und große Diamanten in seltenen Schliffen zu Unikaten formen. Gabi denkt wirtschaftlicher und will eine Kooperation mit dem indischen Unternehmer Gopal eingehen, der kleinere Diamanten in Standardschliffen in Massen verarbeitet. Im Alleingang kauft Joseph vier große Rohdiamanten, darunter auch einen blauen Diamanten, die er durch Ricks Werkstatt schleifen lassen will. Allein die Kaufsumme bringt das Unternehmen an den Rand des Ruins. Auch plant Joseph, in Ricks Werkstatt zu investieren. Rick wiederum empfiehlt Joseph, Pier in der Werkstatt arbeiten zu lassen, da er ein Auge für Diamanten habe. Joseph stimmt nach einigem Zögern zu.
Pier plant mit Rachid, seinem Handlanger Kevin und anderen nun den Einbruch in Ricks Werkstatt. Er will die vier großen Diamanten stehlen lassen, kurz bevor sie vollständig geschliffen werden. Der Wert der Steine soll sich auf rund 20 Millionen Euro belaufen. Wenige Tage vor dem Einbruch stellt sich heraus, dass Ricks Werkstatt seit Jahren rote Zahlen schreibt. Die Werkstatt wird geschlossen und die Liquidation steht kurz bevor. Dies würde auch die Konfiszierung der Steine bedeuten, die sich im Safe der Werkstatt befinden. Joseph als Auftraggeber bleibt nur eine Woche, um einen potenten Partner zu finden, der auch die Werkstatt retten würde. Rachid wiederum droht Pier mit persönlichen Konsequenzen, sollte der Einbruch nicht stattfinden können, hat doch auch er alles auf eine Karte gesetzt und keine finanziellen Mittel mehr. Pier überzeugt Joseph, eine Zusammenarbeit mit Gopal einzugehen, wobei er es schafft, entgegen Gabis Plan Gopal die Werkstatt mit der Unikatschleiferei als attraktiven Zugewinn zu seinem eigentlichen Geschäft mit Massenware schmackhaft zu machen. Gopal stimmt einer Zusammenarbeit zu und die Werkstatt kann erneut öffnen. Piers Stellung innerhalb der Familie hat nun an Bedeutung gewonnen, zumal Gabi aufgrund regelmäßiger epileptischer Anfälle das schwächste Glied ist. Auch Gabis Verlobte Luisa leidet unter dem Gesundheitszustand Gabis, was Pier dazu bringt, sich ihr zu nähern. Als sie ihn zurückweist, versucht er es mit Gewalt. Sie vertraut sich Joseph an.
Joseph reist am Tag des geplanten Einbruchs nach Wien, wie Pier es bei seinem Plan auch vorgesehen hat. Rachid und Kevin brechen in die Werkstatt ein und leeren den Safe. Die Diamanten nimmt Rachid an sich. Bevor beide die Werkstatt verlassen können, erscheint Joseph und bestellt Pier in die Werkstatt. Hier berichtet er ihm, was Luisa ihm erzählt hat. Pier leugnet es nicht. Er will von Joseph wissen, wie der Unfall seines Vaters damals passierte, und klagt ihn an, den Unfall verursacht zu haben. Joseph jedoch behauptet, zum Zeitpunkt des Unfalls nicht in der Stadt gewesen zu sein; Victor habe oft mehr als zehn Stunden Diamanten geschliffen und sei einfach unkonzentriert gewesen. Er habe später mit seiner gewalttätigen Art dafür gesorgt, in der Familie ein Außenseiter zu werden. Joseph bietet Pier an, bei der Familie zu bleiben und sich um Gabi zu kümmern, der ihn brauche. Er wolle ihn wie seinen eigenen Sohn behandeln. Kurz darauf entdeckt Joseph Rachid und Kevin. Kevin schießt auf Joseph, wird von Pier jedoch überwältigt und erschossen. Kevin ruft Piers Namen, bevor er stirbt. Rachid gelingt zunächst die Flucht aus der Werkstatt, doch wird er von einem Wachmann angeschossen. Als er stirbt, nimmt Pier die Diamanten an sich und übergibt sie der kurz darauf eintreffenden Polizei. Für die Familie gilt er als Held, der Joseph gerettet habe. Joseph kennt die Wahrheit, ist jedoch bereit, Pier zu verzeihen, wenn er bei der Familie bleibt. Gopal wiederum ahnt die Wahrheit, da er Kevin vor einiger Zeit mit Pier zusammen gesehen hat. Er wird Pier jedoch nicht verraten; dieser entscheidet sich, Antwerpen zu verlassen.

## Produktion
Diamant noir war das Regiedebüt von Schauspieler Arthur Harari, der im Film einen Cameo-Auftritt als Polizist hatte. Die Idee zum Film ging dabei auf den Filmproduzenten Grégoire Debailly zurück, der einen Zeitungsartikel zu zunehmenden Raubüberfällen in Europa gelesen hatte. Arthur Harari baute auf dieser Idee auf und verknüpfte sie mit einem an William Shakespeares Hamlet angelehnten Racheplot.
Der Film wurde von Mitte Juli bis Mitte September 2014 unter anderem in Antwerpen, Paris und Indien (Surat, Gujarat und Mumbai) gedreht. Anfang September wurde zudem drei Wochen lang in Bourges gedreht. Die Kostüme schuf Sophie Lifshitz, die Filmbauten stammen von Véronique Sacrez. Kameramann Tom Harari ist der drei Jahre ältere Bruder von Regisseur Arthur Harari. Der Film ist Rachid-Darsteller Abdel Hafed Benotman gewidmet, der im Februar 2015 verstarb.
Diamant noir erlebte am 28. Januar 2016 auf dem Festival Premiers plans d’Angers seine Premiere und lief am 8. Juni 2016 in den französischen Kinos an. In Deutschland war der Film unter anderem am 6. Oktober 2016 auf dem Filmfest Hamburg zu sehen.

## Auszeichnungen
Diamant noir wurde 2016 für den Louis-Delluc-Preis als Bestes Erstlingswerk nominiert. Auf dem Filmfest Hamburg war der Film für den Kritikerpreis nominiert.
Diamant noir gewann 2017 den Prix du Syndicat français de la critique de cinéma et des films de télévision. Beim César 2017 war der Film in der Kategorie Bestes Erstlingswerk nominiert. Niels Schneider gewann den César als Bester Nachwuchsdarsteller. Beim Prix Lumières wurde Diamant noir 2017 in der Kategorie Bester Nachwuchsdarsteller (Niels Schneider) nominiert und lief zudem im Wettbewerb um den Prix Heike Hurst für das beste Erstlingswerk.